# اللغة الروسينية
اللغة الروسينية (بالأوكرانية: Русинська мова) هي اللغة التي يتكلمها الروسينيون وإحدى اللغات السلافية الشرقية التي يعتبرها علماء اللغة الأوكرانية بأنها لهجة أوكرانية ويوجد خلاف بينهم وبين الروسينيين، وهي لغة غير معترف بها في أوكرانيا لأن الأوكرانيون لا يعترفون بالقومية الروسينية، إلا أنها لغة معترفة في دول الشتات الروسيني في دول شرق أوروبا الأخرى مثل كرواتيا وبولندا ورومانيا وصربيا والمجر وسلوفاكيا وجمهورية التشيك وتعتبر الروسينية هي إحدى اللغات الرسمية لإقليم فويفودينا في شمال صربيا.